# 一甲 (臺南市)
一甲，是臺灣臺南市仁德區的一個傳統地域名稱，位於該區東北部。相較於今日行政區，其範圍與一甲里相近。
本地區境內主要聚落為一甲、竹仔腳。

## 歷史
台灣日治初期，一甲地區為一街庄，稱為「一甲庄」（舊制街庄），隸屬於長興下里。該庄昔日北與太子廟庄為鄰，東與八甲庄為鄰，南邊為塗庫庄，西邊為崁腳庄、虎尾藔庄。
1901年（日治明治三十四年）11月11日，全台廢縣廳改設二十廳，該庄隸屬於臺南廳。1904年（明治三十七年）3月31日，該庄編入「長興區」，隸屬於臺南廳。1909年（明治四十二年）10月25日，全台合併二十廳為十二廳，長興區仍隸屬於臺南廳。1920年（大正九年）10月1日，全台地方制度大改正，廢十二廳改設五州二廳，該庄改制為「一甲」大字，隸屬於臺南州新豐郡仁德庄（新制街庄）。
戰後仁德庄改制為仁德鄉，隸屬於臺南縣，大字亦改制為村。1950年（民國39年）10月25日，雲、嘉、南分治，仁德鄉仍隸屬於臺南縣。2010年（民國99年）12月25日，臺南縣、市合併為直轄臺南市，仁德鄉改制為仁德區，村亦改制為里。

## 聚落
本地區發展較早的聚落為一甲、竹仔腳，在日治初期的官方地圖上已有記載。

## 交通
國道1號又稱「中山高速公路」，是貫穿台灣西部的兩條縱向高速公路之一，經過本地區西部邊界地帶，南側邊界外不遠處的市道182號交會口設有台南交流道。由此可快速前往國道1號沿線各地。
市道177號是蔦松至二行的道路，經過本地區的一甲聚落西側。由該道路北行可前往永康區，並止於蔦松地區的省道台1線路口；南行可前往仁德區仁德市區、仁德區南部，並止於車路墘地區的省道台1線路口。